# Riserva naturale Montagne della Duchessa
Riserva naturale Montagne della Duchessa este o arie protejată (arie de protecție specială avifaunistică — SPA) din Italia întinsă pe o suprafață de 3.487 ha, integral pe uscat.

## Localizare
Centrul sitului Riserva naturale Montagne della Duchessa este situat la coordonatele 42°11′09″N 13°19′53″E / 42.185887°N 13.331304°E.

## Înființare
Situl Riserva naturale Montagne della Duchessa a fost declarat arie de protecție specială avifaunistică în octombrie 1999 pentru a proteja 1 specie de plante și 17 specii de animale.

## Biodiversitate
Situată în ecoregiunea mediteraneană, aria protejată conține 7 habitate naturale: Grohotișuri calcaroase și de șisturi calcaroase de la nivelul montan până la nivelul alpin (Thlaspietea rotundifolii), Formațiuni de Juniperus communis pe lande sau pajiști calcaroase, Lespezi calcaroase, Pajiști alpine și boreale, Pajiști uscate seminaturale și facies de acoperire cu tufișuri pe substraturi calcaroase (Festuco-Brometalia) (* situri importante pentru orhidee), Pajiști alpine și subalpine calcaroase, Păduri de fag din Apenini cu Taxus și Ilex.
La baza desemnării sitului se află mai multe specii protejate:
- plante (1): Adonis distorta
- păsări (12): potârnichea de stâncă (Alectoris graeca graeca), fâsă-de-câmp (Anthus campestris), acvilă de munte (Aquila chrysaetos), buha (Bubo bubo), caprimulg (Caprimulgus europaeus), ciocănitoare cu spate alb (Dendrocopos leucotos), șoim călător (Falco peregrinus), muscar-gulerat (Ficedula albicollis), vulturul pleșuv sur (Gyps fulvus), sfrâncioc roșiatic (Lanius collurio), ciocârlie de pădure (Lullula arborea), Pyrrhocorax pyrrhocorax
- amfibieni (1): Triturus carnifex
- mamifere (3): lupul (Canis lupus), liliac cu urechi mari (Myotis bechsteinii), urs brun (Ursus arctos)
- reptile (1): Vipera ursinii

Pe lângă speciile protejate, pe teritoriul sitului au mai fost identificate 15 specii de plante, 2 specii de păsări, 5 specii de mamifere, 1 specie de reptile.